# Dans sacru (Claude Debussy)
Dans sacru este o compoziție a lui Claude Debussy scrisă într-o mișcare lentă - très modéré  (q - 120), în măsura de 3/2, cu formă melodică de lied.